# Isoperla rhododendri
Isoperla rhododendri is een steenvlieg uit de familie Perlodidae. De wetenschappelijke naam van de soort is voor het eerst geldig gepubliceerd in 1956 door Zhiltzova.